# Patu
Un patu es un término genérico para una maza de combate utilizada por los maoríes, pueblo indígena de Nueva Zelanda. La palabra patu, en idioma maorí, significa golpear o dominar.

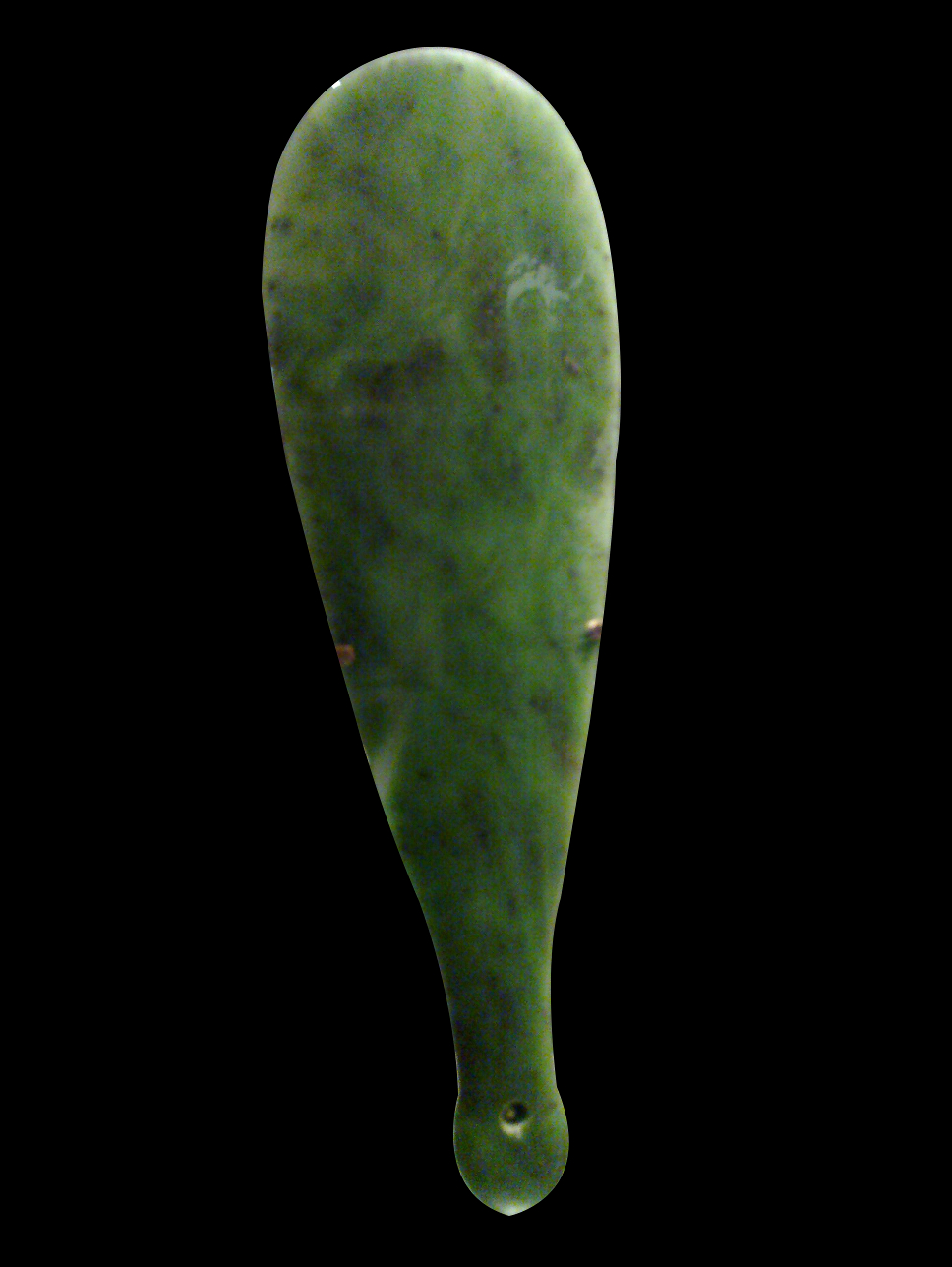
Mere

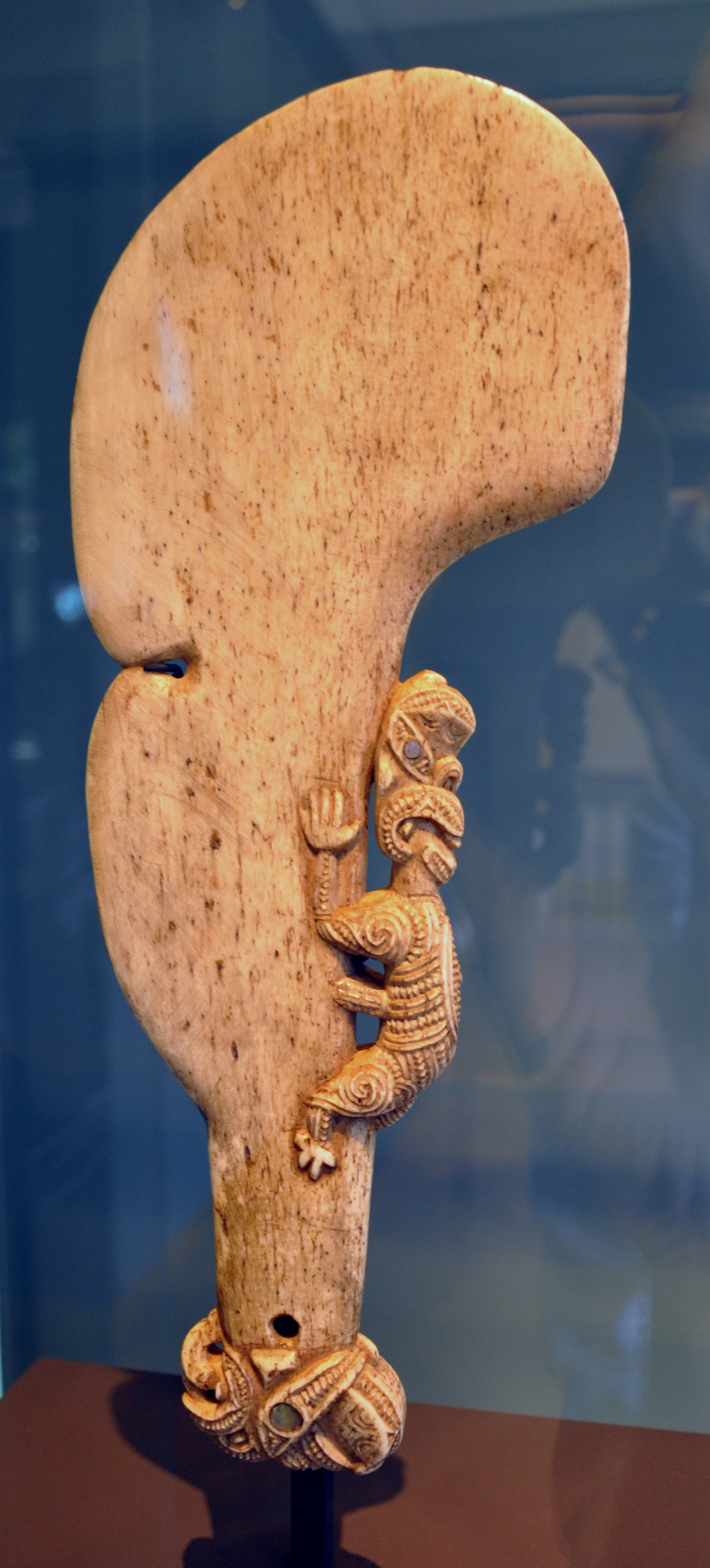
Wahaika

## Armas
Estos tipos mazas se utilizaban principalmente como arma de ataque. El golpe dado con esta arma era horizontal y directo, desde el hombro al costado del enemigo. Si el enemigo era sujetado por el pelo, entonces el patu era dirigido por debajo de las costillas o mandíbula. Los patus eran hechos de madera dura, hueso de ballena o piedra. El material más prestigioso era el pounamu (piedra verde). El patu hecho de pounamu era generalmente llamado "mere". Los maoríes decoraron el patú tallando en madera, hueso o piedra.
Los tipos de patu incluyen:
- patu pounamu (o mere): hecho de pounamu.
- patu onewa: hecho de piedra. Estos se asemejan al mere pero son más gruesos, porque la piedra utilizada se rompía más fácilmente que el resistente pounamu.
- patu paraoa: hecho de hueso de ballena.
- patu tawaka y patuki: hechos de madera. Otros estilos de mazas incluyen el kotiate y el wahaika.

Menos tradicional es el raro patu pora, hecha de hierro y el hacha de guerra (patiti).